# Марко Микачић
Марко Микачић (Сплит, 14. новембар 1911 — Сплит, 1946) био је југословенски фудбалер.

## Биографија
За Хајдук из Сплита је наступао од 1928. до 1935. године и одиграо 171 утакмицу. Учествовао је у освајању титуле првака државе 1929. године. Због своје борбености био је миљеник Хајдукових навијача. У једном судару с играчем Конкордије Лолићем у Сплиту 1932. године, Микачић је сломио ногу и испоставило се да је то озбиљна повреда. Ни након операције није био потпуно опорављен и више никада није могао да издржи напоре као некад, нити је давао оно што је пре могао. Тако један сасвим нехотичан пад противничког играча на ногу Марка Микачића, окренуо је његову фудбалску каријеру у другом смеру.
С Хајдуком је био на турнеји по Јужној Америци 1931. године. Одиграо је свих 12 утакмица и био један од најбољих играча, а играо је тада у тандему са Мирославом Лукићем.
За репрезентацију Југославије је одиграо три утакмице. Дебитовао је у мечу за Балкански куп против репрезентације Бугарске у Софији 16. новембра 1930. године (3:0), последњи пут је играо у дресу репрезентације, такође на Балканском купу, против репрезентације Румуније у Загребу 28. јуна 1931. године (резултат 2:4).
Убијен је у Сплиту 1946. године.

## Успеси
- Хајдук Сплит
  - Првенство Југославије: 1929.